# 23771 Emaitchar
23771 Emaitchar este un asteroid din centura principală de asteroizi.

## Descriere
23771 Emaitchar este un asteroid din centura principală de asteroizi. A fost descoperit pe 24 iunie 1998 la Stația Anderson Mesa în cadrul programului LONEOS. Asteroidul prezintă o orbită caracterizată de o semiaxă mare de 2,35 ua, o excentricitate de 0,21 și o înclinație de 4,2° în raport cu ecliptica.